# Mike Tolbert
William Michael Tolbert (* 23. November 1985 in Centerville, Ohio) ist ein ehemaliger US-amerikanischer American-Football-Spieler. Er spielte  bei den San Diego Chargers den Carolina Panthers sowie den Buffalo Bills in der National Football League (NFL) auf der Position des Fullback.

## College
Tolbert besuchte die Coastal Carolina University und spielte von 2004 bis 2007 für deren Team, die Chanticleers erfolgreich College Football. Ihm gelangen dabei insgesamt 1670 erlaufene Yards und 22 Touchdowns.

## NFL

### San Diego Chargers
Beim NFL Draft 2008 fand er keine Berücksichtigung, wurde aber danach von den San Diego Chargers als Free Agent verpflichtet. In seiner Rookie-Saison lief er in 13 Spielen auf, konnte aber in 13 Versuchen nur 37 Yards erzielen, zumal er vor allem als Vorblocker für Superstar LaDainian Tomlinson eingesetzt wurde. Seine beste Season für die Chargers spielte er 2010, als er 735 Yards und 11 Touchdowns erlief. 

### Carolina Panthers
2012 wechselte Tolbert zu den Carolina Panthers und entwickelte sich dort zu einem der besten Fullbacks der Liga. Er konnte mit den Panthers nicht nur den Super Bowl 50 erreichen, der allerdings gegen die Denver Broncos verloren ging, sondern wurde auch für seine konstant guten Leistungen bislang dreimal in den Pro Bowl berufen. Im März 2016 unterschrieb er bei den Panthers einen neuen Zweijahresvertrag in der Höhe von 3,3 Millionen US-Dollar.

### Buffalo Bills
Am 8. März 2017 wurde er von den Buffalo Bills unter Vertrag genommen. Nach Ende der Saison wurde sein Vertrag nicht verlängert.